# Michael O’Reilly (Boxer)
Michael O’Reilly (* 30. April 1993) ist ein irischer Boxer im Mittelgewicht.

## Erfolge
Er erreichte jeweils den 5. Platz bei den Junioren-Weltmeisterschaften 2009 in Jerewan und den Jugend-Weltmeisterschaften 2010 in Baku. In den beiden Wettkämpfen gelangen ihm Siege gegen Marcos Osorio aus Puerto Rico, Shafiq Asif aus England, Yunior Valdez aus Kuba und Mitchell Buckland aus Wales, seine beiden Niederlagen erlitt er gegen Dan Aharonow aus Israel und Vikas Krishan aus Indien.
2011 wurde er Irischer Jugendmeister, gewann den Brandenburg Cup in Deutschland und wurde darüber hinaus zum besten Boxer des Turniers gewählt. Er hatte den Deutschen Nimetula Abdulai (t.K.o), den Kasachen Roman Schaylauow (21:9), den Ukrainer Jewhen Barabanow (17:9) und den Russen Arseni Pawlenko (19:4) besiegt. Zudem gewann er die Silbermedaille bei den Junioren-Europameisterschaften 2011 in Dublin. Nach Siegen gegen Jewhen Barabanow, Damon Jones aus England und Wiktor Muraschkin aus Belarus, unterlag er im Finale knapp mit 15:16 gegen Igor Charitonow aus Russland.
2014 wurde er mit Finalsieg gegen Darren O’Neill Irischer Meister und gewann die Silbermedaille bei den EU-Meisterschaften in Sofia. Wieder unterlag er im Finale knapp mit 1:2 gegen den Franzosen Christian M'Billi-Assomo, nachdem er zuvor Henrich Bagin, Gocha Baduraschwili und Balázs Bácskai besiegt hatte.
2015 gewann er erneut den Irischen Meistertitel und startete bei den Europaspielen 2015 in Baku, wo er gegen Sanjin Vrgoč, Emir Šabotić, Aljaž Venko und Maxim Koptjakow erneut den Finaleinzug schaffte. Dort besiegte er Xaybula Musalov und gewann somit die Goldmedaille.
Im September 2015 gewann er den Chemiepokal in Deutschland. Er schlug dabei im Halbfinale Tomasz Jabłoński und im Finale Bartosz Gołębiewski.
Bei den Weltmeisterschaften 2015 in Doha gewann er eine Bronzemedaille, nachdem er im Halbfinale gegen Bektemir Meliqoʻziyev ausgeschieden war. Zuvor hatte er Waleri Charlamow, Daniel Lewis und den amtierenden Weltmeister Schänibek Älimchanuly besiegt. Im Juni 2016 qualifizierte er sich in Baku für die Teilnahme an den Olympischen Spielen 2016. Er hatte dabei Witali Bondarenko aus Belarus, Narmandakh Shinebayar aus der Mongolei, Kamran Şahsuvarlı aus Aserbaidschan, Wahid Abderredha aus dem Irak und Arslanbek Achilow aus Turkmenistan besiegt.

## Doping und Haft
Als erster Athlet der Olympischen Spiele 2016 wurde er positiv auf die verbotene Substanz Metandienon getestet und daher von den Spielen ausgeschlossen. Im Februar 2018 wurde er rückwirkend mit einer vierjährigen Wettkampfsperre belegt, welche bis Juli 2020 andauerte.
Im Dezember 2020 wurde er aufgrund von Verkehrsdelikten und einer Vielzahl von Vorstrafen zu einer Freiheitsstrafe von drei Monaten verurteilt.